# Corey Hart (album)
Corey Hart è il settimo album di Corey Hart pubblicato nel 1996.

## Tracce
1. "Black Cloud Rain" - 4:22
2. "Someone" - 4:36
3. "Love Hurts" - 4:19 (Boudleaux Bryant)
4. "Third of June" - 4:36
5. "Simplicity" - 4:32
6. "Tell Me" - 3:35
7. "Angel of My Soul" - 4:25
8. "Sunflowers" - 4:58
9. "Kiss the Sky" - 3:18
10. "On Your Own" - 4:08
11. "India" - 4:20

## Formazione
- Corey Hart - voce, tastiera
- Kenny Aronoff - batteria
- John Pierce - basso
- Mike Hehir - chitarra
- Michael Landau - chitarra
- Charles Judge - tastiera
- Randy Kerber - tastiera
- Gerald Albright - sassofonista